# Jay Rosenberg
Jay Frank Rosenberg (* 18. April 1942 in Chicago; † 21. Februar 2008 in Chapel Hill, Orange County, North Carolina) war ein US-amerikanischer Philosoph. Seine Hauptarbeitsgebiete waren Sprachphilosophie, Philosophie des Geistes sowie Erkenntnistheorie. Besonders bekannt ist seine Einführung „Philosophieren: Ein Handbuch für Anfänger“.

## Leben
Jay Rosenberg studierte Philosophie an der University of Pittsburgh bei Wilfrid Sellars. Nach dem Erwerb des Ph. D. im Jahre 1966 wurde er Assistenzprofessor an der University of North Carolina at Chapel Hill. Seit 1974 war er dort Professor. Seit 1978 war Rosenberg immer wieder als Gastprofessor in Deutschland tätig (Bielefeld, Heidelberg, Tübingen).

## Werke
- Readings in the Philosophy of Language, co-edited with Charles Travis; Prentice-Hall, Inc.; Englewood Cliffs, NJ; 1971.

- Linguistic Representation, D. Reidel Publishing Co.; Dordrecht, Holland; 1974.

- The Practice of Philosophy, Prentice-Hall, Inc.; Englewood Cliffs, NJ; 1978.

- One World and Our Knowledge of It, D. Reidel Publishing Co.; Dordrecht, Holland; 1980.

- Thinking Clearly About Death, Prentice-Hall, Inc.; Englewood Cliffs, NJ.; 1983.

- Philosophieren: Ein Handbuch für Anfänger, (Original: The Practice of Philosophy. A Handbook for Beginners, second edition, 1984); Verlag Vittorio Klostermann; Frankfurt am Main, Germany; 1986; 5. Aufl. 2006, ISBN 3-465-03460-0

- The Thinking Self, Temple University Press; Philadelphia, PA; 1986.

- Beyond Formalism: Naming and Necessity for Human Beings, Temple University Press; Philadelphia, PA; 1994

- Three Conversations About Knowing, Hackett Publishing Co.; Indianapolis, IN, and Cambridge, MA; 2000
- deutsch von Holger Hanowell, Drei Gespräche über Wissen, Reclam, Stuttgart (2013).

- Thinking About Knowing, Oxford University Press; Oxford; 2002

- Accessing Kant, Oxford University Press; Oxford: 2005

- Wilfrid Sellars: Fusing the Images, Oxford University Press; Oxford: 2007

| Personendaten    | Personendaten                              |
| ---------------- | ------------------------------------------ |
| NAME             | Rosenberg, Jay                             |
| ALTERNATIVNAMEN  | Rosenberg, Jay Frank (vollständiger Name)  |
| KURZBESCHREIBUNG | US-amerikanischer Philosoph                |
| GEBURTSDATUM     | 18. April 1942                             |
| GEBURTSORT       | Chicago                                    |
| STERBEDATUM      | 21. Februar 2008                           |
| STERBEORT        | Chapel Hill, Orange County, North Carolina |